# Magotlhwane
Magotlhwane est une ville du Botswana.